# Меерзон, Яков Соломонович
Яков Соломонович Меерзон (1899—1985) — советский врач-хирург, трансфузиолог. Создатель первого отечественного кровезаменителя.

## Биография
Родился в 1899 году в Москве в семье уроженца Кишинёва, провизора Соломона Вольфовича Меерзона (1878—?).
В 1917 году после окончания гимназии Креймана поступил в Московский университет на медицинский факультет, который окончил в 1922 году и три года работал под руководством известного хирурга Василия Романовича Брайцева в Яузской больнице. После окончания ординатуры Яков Соломонович работал в клинике Сергея Ивановича Спасокукоцкого в качестве ассистента. Затем работал старшим научным сотрудником в Институте Переливания крови и вёл научную работу в Микробиологическом научно-исследовательском институте. Его учеником стал профессор Г. Я. Розенберг. В 1922 году женился на Ольге Жирмунской.
Был арестован в 1938 году как участник готовящегося покушения на Сталина и сослан в лагеря отправлен на БАМ, откуда через год этапирован на Колыму. Находясь в заключении, продолжал работать хирургом Дальстроя в больнице в 30 км от Магадана. В 1947 году, по истечении лагерного срока, был освобождён и отправлен в Сусуманский район на спецпоселение в посёлок Нексикан. Спецпоселенец Меерзон был повторно арестован в 1949 году и содержался полгода в следственной тюрьме Сусуманского отдела МГБ, затем опять жил в спецпоселении. В 1954 году он стал заведующим хирургическим отделением Нексиканской больницы, а ещё через год — её главным врачом.
В 1957 году был реабилитирован. В 1958 году Яков Меерзон уехал с женой с Колымы и поселился в Щёкино под Тулой, стал заведовать здесь хирургическим отделением городской больницы. В 1962 году вышел на пенсию.
Умер в 1985 году, был похоронен на Ясно-полянском кладбище.

## Семья
- Брат — инженер-архитектор Дмитрий Соломонович Меерсон (1900—1993). Племянник — архитектор Андрей Дмитриевич Меерсон.
- Двоюродные братья — командарм 1-го ранга Иона Эммануилович Якир, кинорежиссёр Давид Львович Морской и фтизиатр, доктор медицинских наук Дарий Львович Меерсон. Сын двоюродной сестры — дипломат и писатель Давид Григорьевич Штерн. Сын Владимир Яковлевич Меерзон (08.06.1925-05.06.2023), сценарист, режиссёр, детский писатель, один из создателей передачи "Спокойной ночи, малыши!". Внучка Мария Владимировна Зубарева (24.02.1962 −23.11.1993), актриса, снявшаяся в фильмах и сериалах: «Мордашка», «Возвращение Будулая», «Мелочи жизни»